# Unter Bauern
Unter Bauern (Retter in der Nacht) is een Duits-Franse film van de Nederlandse regisseur Ludi Boeken met Veronica Ferres en Armin Rohde in de hoofdrollen. De film is een bewerking van het boek Retter in der Nacht (1965) van Marga Spiegel (21 juni 1912 - 11 maart 2014).

## Verhaal
Westfalen 1943: De in de Eerste Wereldoorlog met het IJzeren Kruis onderscheiden jood Siegmund Menne Spiegel is een succesvol handelaar in paarden. Omdat hij zijn vrouw Marga en dochter Karin wil behoeden voor de dreigende deportatie naar de concentratiekampen in het oosten, doet Spiegel een beroep op zijn klanten en oude oorlogskameraden. Ze dralen niet lang en terwijl de blonde Marga met haar dochter als slachtoffers van de bombardementen op Dortmund worden ingekwartierd op de boerderij van de familie Aschoff, vindt Menne een plaats in de stallen van boer Pentrop. Met het helpen van joden riskeren beide families hun leven. Terwijl Menne zich op de zolder van de boerenstal van Pentrop onzichtbaar houdt, helpt Marga onder valse naam bij het werk en knoopt Karin vriendschap aan met de dochter van Aschoff, wiens vriend lid is van de Hitlerjugend. Alleen de boer en zijn vrouw kennen de identiteit, maar de ontdekking van de joodse afkomst van Marga en Karin liggen voortdurend op de loer.

## Achtergrond
Het verhaal berust op de waargebeurde belevenissen van de in 2014 overleden schrijfster Marga Spiegel. Marga Spiegel werd als dochter van Siegmund Rothschild (1882–1938) en zijn echtgenoot Cilly Rosenstock (1888–1937) in het Hessische Oberaula geboren. In 1937 trouwde zij met de 13 jaar oudere paardenhandelaar Spiegel en verhuisde naar het Westfaalse Ahlen. De familie vluchtte in 1940  naar Dortmund, waar ze met meerdere andere families in een jodenhuis woonde (met een jodenhuis werd volgens de bureaucratisch taal van de nazi's voormalig joods eigendom aangemerkt, dat dwangmatig werd toegewezen aan uitsluitend joodse huurders). Later verhuisde de familie naar een barak in Ahlen. De familie Spiegel dook met haar man en dochter in de periode 1943-1945 bij katholieke boeren in Münsterland onder en ontsnapte zo aan de dreigende deportatie.

## Locatie
De filmopnames vonden vanaf midden augustus tot begin oktober 2008 in Dülmen, Billerbeck, Wadersloh, Lippstadt, Oer-Erkenschwick en andere Westfaalse plaatsen op vaak de oorspronkelijke plekken plaats. 

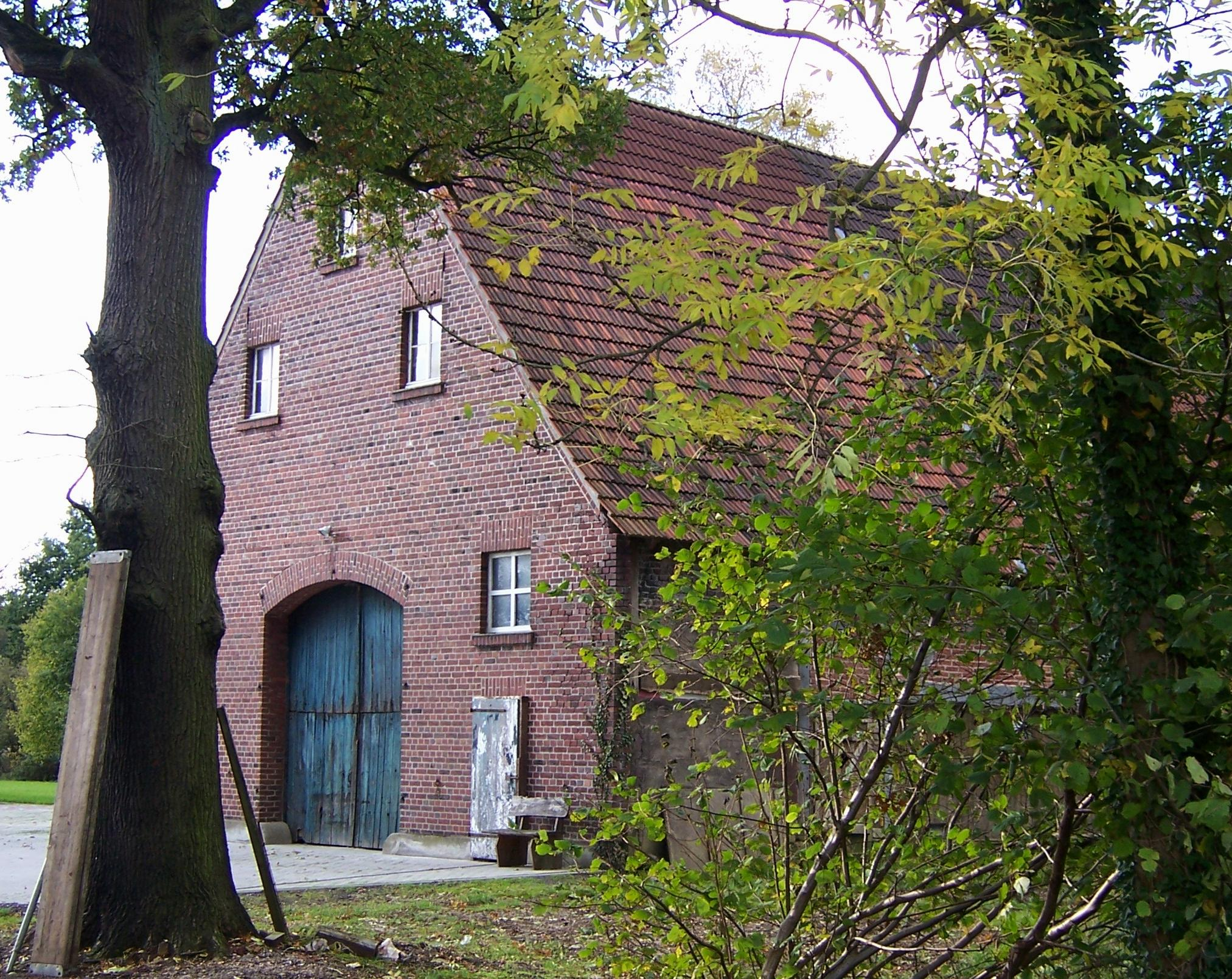
Locatie Dülmen
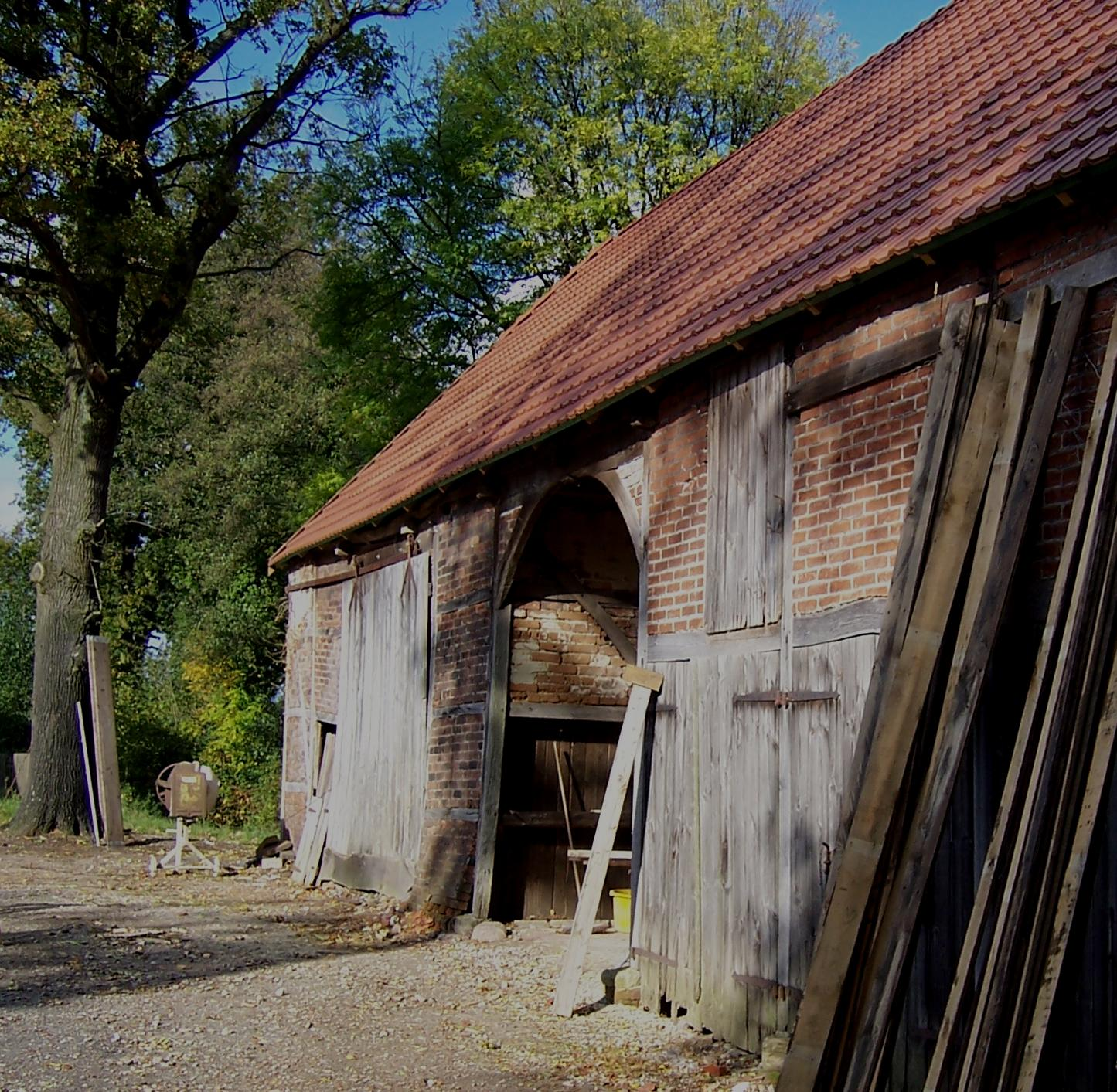
Afbeelding van dezelfde filmset in Dülmen

## Rolverdeling
- Veronica Ferres: Marga Spiegel
- Armin Rohde: Menne Spiegel
- Luisa Mix: Karin Spiegel
- Margarita Broich: Boerin Aschoff
- Martin Horn: Boer Aschoff
- Lia Hoensbroech: Anni Aschoff
- Tjard Krusius: Emmerich Aschoff
- Kilian Schüler: Florian Aschoff
- Marlon Kittel: Klemens Aschoff
- Veit Stübner: Boer Pentrop
- Nova Meierhenrich: Boerin Pentrop
- Nicole Unger: Josefa
- Lina Beckmann: Paula Wacker